# Freetown
Freetown je glavni i najveći (1 070 200 stanovnika prema procjeni 2012.) grad Sijera Leonea, te jedna od najvažnijih luka na afričkoj obali Atlantika. Freetown se nalazi na estuariju (riječno ušće oblikovano poput lijevka) Sijera Leone i sama luka ima jednu od najvećih dubina u svijetu.
Osnovan je 1792. kao naselje oslobođenih robova, kada je abolicionost John Clarkson kupio zemlju za oslobođene afroameričke robove, koji su se borili na strani Nove Škotske, koja je bila saveznik Ujedinjenom Kraljevstvu za vrijeme Američkog rata za neovisnost (1775. – 1783.). Doseljenici su ga nazvali Slobodni grad (engl. Freetown) kao mjesto za slobodne ljude, gdje više nikad neće biti robova. 1800. je došlo u grad oko 500 oslobođenih robova s Jamajke. Nakon toga je dolazilo još oslobođenih robova i to uglavnom s Kariba. Nasljednici tih oslobođenih robova se naziva kreolski narod Sijera Leonea. Freetown je najstariji grad oslobođenih robova i osnovan je 30 godina prije Monroviae (Liberija).
Freetown je kulturno središte Sijera Leonea. U blizini je rafinerija nafte, a obrađuju se i dijamanti. U gradu je muzej sa zbirkama povijesnih dokumenata te starih drvenih i kamenih skulptura. Freetown ima željezničku vezu s unutrašnjošću i međunarodnu zračnu luku Lungi.
Freetown je danas mješavina različitih etničkih, kulturnih i religijskih skupina, iako je prije oko 200 godina osnovan kao zajednica za oslobođene robove iz Afrike, Kariba i za Afroamerikance (kreolski narod Sijera Leonea). Danas je kreolski narod manjina u Freetownu, ali je kreolski jezik ostao kao glavni jezik za komunikaciju u gradu. Najstariji dio Freetowna je Settler Town (Doseljenički grad) koji je osnovala Nova Skotska 1792. Nakon toga je osnovan Maroon Town 1800., kojeg su osnovali oslobođeni robovi s Jamajke.
U Freetownu se nalazi i Sveučilište Fourah Bay, koje je najstarije sveučilište u zapadnoj Africi, osnovano 1827. Sveučilište Fourah Bay je odigralo veliku ulogu u kolonijalnoj povijesti Sijera Leonea, ali je imalo i veliku ulogu u širenju engleskog jezika, koji postaje sve važniji. U Freetownu se nalazi i Parlament Sijera Leonea, Vrhovni sud Sijera Leonea, te sjedište predsjednika Sijera Leonea (trenutno je Ernest Bai Koroma) i Vlade Sijera Leonea. U Freetownu se nalaze i mnoga strana veleposlanstva. U Freetownu se nalazi i sjedište općine Freetownu, na čijem čelu se nalazi Gradsko vijeće (koje se bira direktno na izborima), na čijem čelu je gradonačelnik.

## Povijest

### Slobodna pokrajina 1787. – 1789.
Prije osnivanja grada, područje Freetowna je bilo poznato kao tržnica robljem, gdje su robovi kupovali i odvodili brodovima u daleke krajeve. Ovo područje je prvi puta naseljeno 1787., kada je oko 400 oslobođenih robova iz Britanije, dovedeno iz Londona pod pokroviteljstvom abolicionista Granvillea Sharpa i Udruge za oslobođene crne robove (engl. Committee for the Relief of the Black Poor). Osnovana je "Slobodna pokrajina" 1787. – 1789., a to je danas predgrađe Granville Town. Zemlja je kupljena od lokalnog vođe Koya Temne. Europljani su shvatili da je ta kupovina zemlje ostvarena "za uvijek", što će se kasnije pokazati pogrešnim. Ubrzo je došlo do sukoba s lokalnim stanovništvom, koje je završilo 1789., kada je novi lokalni kralj Jimmy zapalio naselje do temelja. 1791. preživjeli bivši robovi su ponovno osnovali drugo naselje i nazvali ga Cline Town, u blizini Fourah Bay, što se ipak ne smatra osnivanjem Freetowna.

### Osnivanje Freetowna 1792. – 1808.
Ponovno naseljavanje Freetowna je započelo 1791., kada je poručnik Thomas Peters, Afroamerikanac koji je služio kao vojnik za vrijeme Američkog rata za neovisnost (na strani Ujedinjenog Kraljevstva) susreo direktore tvtke Sierra Leone Company, koja je željela ponovno naseljavanje područja Freetowna (nakon neuspjeha 1787.). Nakon toga je poručnik Thomas Peters otišao u Novu Škotsku gdje je počeo skupljati dobrovoljce za novo naseljavanje. Preko 1 100 oslobođenih robova je krenulo prema Sijera Leoneu, u 15 brodova. Stigli su negdje između 26. veljače i 9. ožujka 1792., a 64 putnika je umrlo za vrijeme puta.
Nakon dolaska doseljenici su počeli s gradnjom Granville Towna, koji je u to vrijeme bio džungla. Prvo su počeli s čišćenjem džungle, sve do područja gdje je raslo pamukovo drvo. Nakon što su očistili područje do pamukovog drveta, doseljenici su počeli pjevati i krstili su Freetown 11. ožujka 1792., što se smatra događajem kada je osnovan Freetown. Prvi upravitelj grada je bio Thomas Peters.

### Freetown kao engleska kolonija 1808. – 1961.
Nakon osnivanja Freetowna, došlo je do nekoliko napada lokalnog stanovništva, ali na kraju je 1808. Freetown postao kolonija Ujedinjenog Kraljevstva, nakon čega počinje stvaranje Sijera Leonea kao države. Od 1808. Do 1874. Freetown je služio kao glavni grad Britanske zapadne Afrike, uključujući i britansku mornaricu, koja se borila protiv ropstva. Većina oslobođenih robova uglavnom se naselila u Freetownu. Oslobođeni robovi su osnivali ostala predgrađa Freetowna, tako da se je grad brzo širio. Mnogi stanovnici Freetowna su sudjelovali u ratovima protiv Napoleona. Za vrijeme Drugog svjetskog rata Freetown je bio britanska vojna baza.

### Gradanski rat od 1991. do 2001.
Godine 1991. započeo je oružani sukob Vlade i gerilskog pokreta Revolucionarnog Ujedinjenog Fronta (RUF) koji se borio, uz podršku liberijskog predsjednika Charlesa Taylora, za pravedniju raspodjelu prihoda dobivenih prodajom dijamanata. Sijeraleonski pobunjenici ili RUF nisu, kako im ime to govori, bili ni revolucionari ni kontrarevolucionari, nisu bili niti borci za slobodu ili pravdu. Nastali kao paravojska liberijskog predsjednika Charlesa Taylora, u početku su propagirali borbu protiv korumpirane vlasti, ali vrlo brzo je postao jasan njihov pravi cilj – kontrola rudnika dijamanata. 1996. RUF ne samo da je kontrolirao sve veće rudnike dijamanata u Sijera Leoneu, nego je gotovo osvojio i Freetown. Svoje pristalice stjecali su svakodnevno sijući strah i teror. Pod okriljem noći upadali su u sela, odvodili bi muškarce, a onima koji bi odbili poći s njima odsjecali su ruke. Pohlepa za dijamantima bila je tolika, da danas u Sijera Leoneu živi 30 000 ljudi bez ruku. Ludilu i kaosu, ili kako su Sijeraleonci rekli, prokletstvu dijamanata, tada se nije nazirao kraj. Gotovo sve postrojbe koje su se tada borile za rudnike da bi povećale broj svojih pripadnika, počele su otimati djecu po selima stvarajući od njih vojnike.

## Općina Freetown
Općina Freetown se politički dijeli u tri područja: Istočni Freetown, Središnji Freetown i Zapadni Freetown.
U Istočnom Freetownu živi najviše stanovnika i uglavnom je to njasiromašniji dio, a dijeli se na Istok I, Istok II i Istok III. U ovom dijelu je najpoznatije Pristanište kraljice Elizabethe II, gdje mogu pristati i najveći brodovi na svijetu.
Središnji Freetown se sastoji od dva dijela: Centar I (engl. Downtown) i Centar II (poslovni centar). Najviše i najvažnije građevine u gradu se nalaze u ovom dijelu (Parlament Sijera Leonea, Vrhovni sud Sijera Leonea i sjedište Vlade Sijera Leonea). U blizini naselja Brookfields nalazi se Nacionalni stadion ili stadion nogometne reprezentacije Sijera Leonea.
Zapadni Freetown se sastoji iz 3 dijela: Zapad I, Zapad II i Zapad III. Taj dio je bogatiji dio grada. Tu se nalaze raskošni hoteli, kockarnice, te poznata plaža Lumley. Zapadni dio naselja Hill Station je dio gdje se nalazi i sjedište predsjednika Sijera Leonea (trenutno je Ernest Bai Koroma).

## Klima
Kao i ostatak Sijera Leonea, Freetown ima tropsku klimu s kišnim razdobljem od svibnja do listopada, te ostatak godine je suho razdoblje. Početak i kraj kišnog razdoblja obilježavaju snažne grmljavinske oluje. Prema Köppenovoj klasifikaciji klime, Freetown spada u grupu tropske kišne klime, prije svega zbog velike količine kiše koja padne za vrijeme kišnog razdoblja, tako da je u to vrijeme uobičajena i velika vlažnost zraka. Od listopada počinje puhati suhi harmatan, vrlo suh vjetar iz pravca istoka koji puše zimi i donosi velike količine pjeska iz Sahare. Prosječna temperatura je oko 28 ºC, minimum je 19 °C a maksimum 35 °C.

## Religije i jezici
Stanovništvo Freetowna je gotovo podjednako podijeljeno na muslimane i kršćane. Danas je kreolski narod manjina u Freetownu (oko 5%), ali je kreolski jezik ostao kao glavni jezik za komunikaciju u gradu (oko 95%).

## Kriminal
Nakon građanskog rata koji je završio 2001., u gradu je bilo povećan broj krađa, ubistava, upada u kuće i stanove, te napada, posebno u Istočnom Freetownu. Ipak danas je broj kriminalnih radnji smanjen, čak ispod prosjeka u susjednim zemljama i u svijetu.

## Školstvo
Freetown, kao i ostatak Sijera Leonea, ima osnovno školstvo od 6 godina (od 6 do 12 godina djeca), te srednje školstvo isto od 6 godina (od 13 do 18 godina djeca). Srednje školstvo se dijeli na juniorsko (3 godine) i seniorsko (3 godine). Sveučilišta su u prosjeku 4 godine. U Freetownu se nalazi i Sveučilište Fourah Bay, koje je najstarije sveučilište u zapadnoj Africi, osnovano 1827.

## Prijevoz

### Zračni prijevoz
Zračna luka Lungi je međunarodna zračna luka koja služi i za prijevoz u Sijera Leoneu. Smještena je u gradu Lungi, koji se nalazi s druge strane rijeke Sijera Leone od Freetowna. Zračna luka Lungi je vođena od tvrtke Sierra Leone Airports Authority. Na otoku Aberdeen se nalazi i helidrom, koji povezuje helikopterima zračnu luku s Freetownom. Osim helikopterima, prijevoz do Freetowna je moguć hovercraftom, autobusima (oko 5 sati), trajektom (najjeftiniji prijevoz), čamcima. Trajekt i hovercraft su bili jedno vrijeme i zabranjeni zbog preopterećenosti i nesigurnosti.

### Prijevoz morem
Freetown ima prirodnu luku koja je najveća u Africi. Brodovi svih vrsta i iz cijelog svijeta pristaju u Pristaništu kraljice Elizabethe II, a postoji i vladino pristanište gdje pristaju putnički, teretni i privatni brodovi u blizini Središnjeg Freetowna. U zadnje vrijeme se ulaže novac u kontejnersko pristanište, gdje se postavlja najsuvremenija oprema.

### Ceste u Sijera Leone
Ceste u Sijera Leone su ograničene, a uzrok je bio u vladinoj tvtki Sierra Leone Roads Authority (SLRA), u kojoj je bilo primjera korupcije. Ali bez obzira na poteškoće, glavne ceste za kamione su u dobrom stanju.

### Željeznička pruga
Zbog nesigurnosti, željeznička pruga koja je spajala Freetown s ostatkom Sijera Leonea je bila 1974. zatvorena. Nakon toga su tračnice nestale.

## Šport
Od svih športova, u Freetownu (kao i u ostatku Sijera Leonea) je nogomet najpopularnija igra. U prosjeku 8 klubova iz Freetowna od 15 igra u Prvoj ligi Sijera Leonea. Najpoznatiji su klubovi East End Lions i Mighty Blackpool. Najpoznatiji nogometaš Sijera Leonea je Kei Kamara.

## Vanjske poveznice
- Freetown na stranici visitsierraleone.org

### Ostali projekti
|  | Zajednički poslužitelj ima još gradiva o temi Freetown |